# Donkey Kong Bananza
Donkey Kong Bananza je plošinová videohra z roku 2025, kterou vyvinula a vydala společnost Nintendo pro konzoli Nintendo Switch 2. Hráč ovládá gorilu Donkey Konga, který se spolu s mladou Pauline vydává do podzemí, aby získal zpět krystalické banánové drahokamy zvané Banandium Gems, které byly ukradeny nepřátelskými opicemi.
Jedná se o první původní hru ze série Donkey Kong od vydání Donkey Kong Country: Tropical Freeze (2014) a zároveň první trojrozměrnou hru této série od Donkey Kong 64 (1999). Na vývoji se podílel tým Nintendo EPD Production Group No. 8, který stojí i za hrou Super Mario Odyssey (2017), a vývoj navázal na její technické základy. Hra byla vydána 17. července 2025 a získala pozitivní ohlasy od kritiků.

## Hratelnost
Donkey Kong Bananza je 3D plošinovka a dobrodružná hra, která klade důraz na destrukci prostředí a průzkum otevřeného světa. Hráč ovládá Donkey Konga v podzemním světě rozděleném na tematické vrstvy (např. ledové, sopečné či tropické oblasti). Cílem je sbírat Banandium Gems, které umožňují vylepšování schopností postavy prostřednictvím stromu dovedností.
Donkey Kong se může přeměňovat do různých zvířecích forem (např. zebra, pštros, slon), přičemž každá z nich poskytuje nové schopnosti. Hra nabízí široké možnosti interakce s prostředím – hráč může ničit terén, odhalovat skryté oblasti, řešit hádanky či bojovat s nepřáteli. Některé části připomínají klasické 2D úrovně série Donkey Kong Country.
Hra obsahuje také lokální i online kooperativní režim, ve kterém druhý hráč ovládá Pauline. Pomocí jejího zpěvu lze aktivovat speciální schopnosti.

## Příběh
Děj se odehrává na ostrově Ingot Isle, kde došlo ke zlaté horečce kvůli nalezištím Banandium Gold a Banandium Gems. Společnost VoidCo, vedená Void Kongem, ukradne drahokamy a zatlačí ostrov hluboko pod zem. Donkey Kong a tajemná bytost z kamene (později odhalená jako mladá Pauline) se vydávají na cestu do podzemního světa, aby zabránili Void Kongovi v dosažení tzv. Banandium Root – zdroje síly, který plní přání.
Postupně potkávají staré zvířecí kmeny, získávají nové schopnosti a bojují proti nepřátelům. Když se konečně dostanou k Banandium Root, objeví, že byl uvolněn King K. Rool, který usiluje o vlastní moc. Závěrečný souboj se odehrává v New Donk City, kde Pauline předvádí svůj pěvecký talent. Hra končí návratem do podzemí za novým dobrodružstvím.

## Vývoj
Hra vznikla v divizi Nintendo EPD Production Group No. 8 pod vedením režisérů Kazuyi Takahašiho a Watarua Tanaky. Producentem byl Kenta Motokura, který se podílel na Super Mario Odyssey. Šigeru Mijamoto, tvůrce Donkey Konga, působil jako konzultant.
Vývoj začal na původní konzoli Nintendo Switch, ale kvůli technickým omezením byl později převeden na Switch 2, což umožnilo plné využití voxelové technologie a rozsáhlou destrukci prostředí. Tvůrci se inspirovali předchozími díly série i dalšími hrami společnosti Rare, včetně hudby Davida Wisea a Granta Kirkhopea, která byla v novém díle upravena.

## Hudba
Hudební režii měl na starosti Naoto Kubo. Hra obsahuje nové skladby i úpravy melodií z her Donkey Kong Country a Donkey Kong 64, včetně známé „DK Rap“. Pauline hraje důležitou roli i po hudební stránce – její zpěv aktivuje schopnosti a je součástí příběhu.

## Přijetí
Donkey Kong Bananza byla při vydání kritiky chválena za inovativní hratelnost, destrukční systém, grafické zpracování a hudbu. Oceňována byla také postava Pauline a možnost kooperace. Hra byla vnímána jako duchovní nástupce Super Mario Odyssey.